# Tepoto Sur
Tepoto Sur o Ti Poto es un atolón del archipiélago de los Tuamotu en Polinesia Francesa en el grupo de las Islas Raevski. Depende administrativamente de la comuna de Makemo. Recibe este nombre para diferenciarlo de Tepoto Norte, ubicado a 425 km al noreste.

## Geografía
Tepoto Sur está ubicado a aproximadamente 16 km al suroeste de Hiti y de Tuanake, las islas más cercanas, a 33 km al sur de Katiu y a 526 km al este de Tahití. Se trata de un pequeño atolón circular de 3,8 km de diámetro con una superficie emergida de 0,6 km². Su pequeña laguna cubre una superficie de 2,5 km² y es particularmente profunda, comunicándose con el océano al este por un estrecho paso. No está habitado de manera permanente.

## Historia
Tepoto Sur habría sido mencionado por primera vez por Louis Antoine de Bougainville en 1768, pero no fue visitado hasta  el 15 de julio de 1820 por el explorador ruso Fabian Gottlieb von Bellingshausen. También fue abordado el 20 de diciembre de 1840 por el navegador estadounidense Charles Wilkes durante su expedición austral.
En el siglo XIX, Tepoto Sur pasa a ser territorio francés, estando en aquella época habitado por algunos polinesios bajo la autoridad del jefe de Katiu al igual que los atolones Hiti y Tuanake.

## Fauna y flora
El atolón acoge una población del ave endémica playera de Tuamotu o titi (Prosobonia parvirostris).